# NGC 2297
NGC 2297 ist eine Balken-Spiralgalaxie vom Hubble-Typ SBbc im Sternbild Maler am Südsternhimmel. Sie ist schätzungsweise 142 Millionen Lichtjahre von der Milchstraße entfernt.
Das Objekt wurde am 31. Januar 1835 von John Herschel entdeckt.